# Cootamundra Airport
Cootamundra Airport är en flygplats i Australien. Den ligger i kommunen Cootamundra och delstaten New South Wales, i den sydöstra delen av landet, omkring 300 kilometer väster om delstatshuvudstaden Sydney. Cootamundra Airport ligger 336 meter över havet.
Runt Cootamundra Airport är det mycket glesbefolkat, med 5 invånare per kvadratkilometer.. Närmaste större samhälle är Cootamundra, nära Cootamundra Airport. 
Trakten runt Cootamundra Airport består till största delen av jordbruksmark. Genomsnittlig årsnederbörd är 875 millimeter. Den regnigaste månaden är februari, med i genomsnitt 156 mm nederbörd, och den torraste är oktober, med 36 mm nederbörd.